# Tepeapulco
Esta página se refiere a una localidad. Para el municipio homónimo véase Municipio de Tepeapulco
Tepeapulco es una localidad mexicana, cabecera del municipio de Tepeapulco, en el estado de Hidalgo.

## Toponimia
La palabra  Tepeapulco significa ‘en el cerro grande’ o ‘Lugar donde baja agua del cerro’, en náhuatl.

## Historia

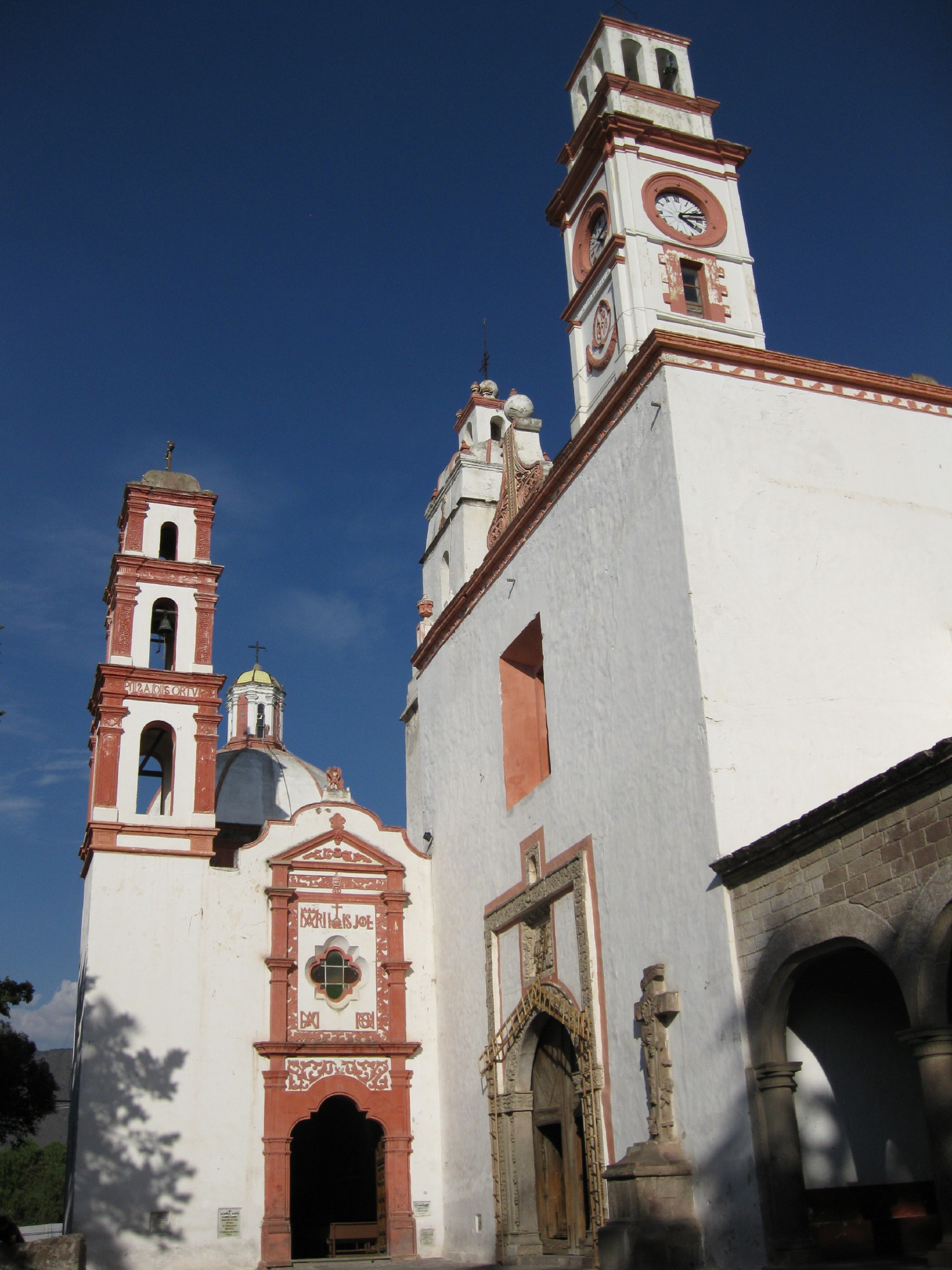
Templo y exconvento de San Francisco en Tepeapulco.

La cercanía de la región sur del estado de Hidalgo con la capital del Imperio Mexica, permitió que esta porción del territorio hidalguense fueran uno de los primeros lugares por donde incursionaron los hispanos. Estas correrías las inicia el mismo Hernán Cortés cuando, después de la derrota de «la noche triste» pasa con sus huestes tocando Tepeapulco y Apan, con rumbo hacia su refugio en Tlaxcala. Posteriormente, el conquistador construyó el inmueble que se conoce como Casa de Hernán Cortés.
Ya en 1530 se había constituido el Convento y designado a Fray Andrés de Olmos como su primer custodio, Fray Bernardino de Sahagún lo habitó entre 1558 a 1560, estudiando y recogiendo datos para su extraordinaria Historia General de las Cosas de la Nueva España.
Existe una fuente que los franciscanos construyeron en el poblado en 1545 con el fin de abastecer de agua a la población (es llamado caja de agua); el agua surge de unos leones de piedra hacia los lavaderos, que hoy están modificados, pero nos permite imaginar la convivencia que en ellos existía. La primera construcción fue reedificada en 1577 siendo guardián Fray Diego de la Peña.
Por otro lado, los encargados de efectuar las tareas de evangelización fueron los miembros de las órdenes de San Francisco de Asís, habiendo sido los primeros en llegar a estas tierras partiendo de los monasterios que tenían en Texcoco y México; penetrando a Tepeapulco donde se establecieron en 1527.
A finales de 1814 la situación económica de los llanos de Apan era grave, pues los agricultores, además de las alcabalas que pagaban al gobierno, les fueron incrementadas al 6% a causa de la guerra de independencia.
A principios de 1815 el General Realista Félix Ma. Calleja, Virrey de la Nueva España, envió a combatir a José Barradas contra los Insurgentes comandados por Francisco Osorno, Manila, Espinos y el Caudillo Nicolás Bravo que operaban en esta región.
En 1824 se elevó a categoría de municipio Tepeapulco y el 15 de enero de 1869 el presidente Benito Juárez García elevó al distrito militar del Estado de México a la categoría de entidad federativa con el nombre de Estado de Hidalgo, en honor al padre de la Independencia.

## Geografía
Se encuentra en la región geográfica de los llanos de Apan (Altiplanicie pulquera); a la localidad le corresponden las coordenadas geográficas 19°47′6″ de latitud norte y 99°33′11″ de longitud oeste, con una altitud de 2508 m s. n. m. Cuenta con un clima semiseco templado y templado subhúmedo con lluvias en verano, de menor humedad; la temperatura promedio mensual en el municipio oscila, entre los 10.9 °C para los meses de diciembre y enero, que son los más fríos del año y los 16 °C para mayo y junio que registran las temperaturas más altas.
En cuanto a fisiografía se encuentra en la provincia de la Eje Neovolcánico, dentro de la subprovincia de Lagos y Volcanes de Anáhuac; su terreno es de llanura y lomerío. En lo que respecta a la hidrografía se encuentra posicionado en la región del Pánuco, dentro de la cuenca del río Moctezuma, en la subcuenca del río Tezontepec.

## Demografía
De acuerdo con el Censo de Población y Vivienda 2020 del INEGI; la ciudad tiene una población de 16 368 habitantes, lo que representa el 29,10 % de la población municipal. De los cuales 7810 son hombres y 8558 son mujeres; con una relación de 91,26 hombres por 100 mujeres.
Las personas que hablan alguna lengua indígena, es de 101 personas, alrededor del 0,62 % de la población de la ciudad. En la ciudad hay 194 personas que se consideran afromexicanos o afrodescendientes, alrededor del 1,19 % de la población de la ciudad.
De acuerdo con datos del censo INEGI 2020, unas 12 498 declaran practicar la religión católica; unas 1961 personas declararon profesar una religión protestante o cristiano evangélico; 15 personas declararon otra religión; y unas 1863 personas que declararon no estar adscritas en una religión pero ser creyentes.
| Gráfica de evolución demográfica de Tepeapulco entre 1900 y 2020 |
|                                                                  |
| Población registrada por los censos y conteos del INEGI.         |

## Cultura

### Fiestas
Tepeapulco inicia el año con la festividad patronal a nuestro padre Jesús, el día 2 de enero, trasladándose al primero y segundo domingo de enero, el programa es secular-religioso: el Religioso, se compone de misas, bautizos, procesiones, comuniones y confirmaciones, debemos recordar que la advocación de Tepeapulco, es San Francisco, pero la tradición ha hecho festejar al patrono Jesús de Nazareth, el cual se tiene dedicada la capilla adosada al templo. El programa festivo secular se compone de: juegos mecánicos instalados en el centro de la población.
Cada año toma más fuerza la fiesta de San Francisco de Asís, el 4 de octubre de cada año, pues la advocación de Tepeapulco es de este seráfico padre. Como en todo el altiplano Tepeapulco recuerda a los fieles difuntos los días primero y dos de noviembre con el día de muertos, en la mayoría de las casas es tradicional montar un altar con guisos, frutas, retratos, veladoras y hasta tequila para las ánimas y difuntos que se recuerdan por parte de sus familiares.